# Конторка (Павлодарская область)
Конторка (каз. Конторка) — упразднённое село в Теренкольском районе Павлодарской области Казахстана. Входило в состав Фёдоровского сельского округа. Код КАТО — 554865300. Ликвидировано в 2018 г.

## Население
В 1999 году население села составляло 271 человек (138 мужчин и 133 женщины). По данным переписи 2009 года, в селе проживало 81 человек (41 мужчина и 40 женщин).